# Claudine Meffometou Tcheno
Claudine Falonne Meffometou Tcheno (Lafé-Baleng, 1º luglio 1990) è una calciatrice camerunese, difensore del Fleury.

## Carriera

### Club

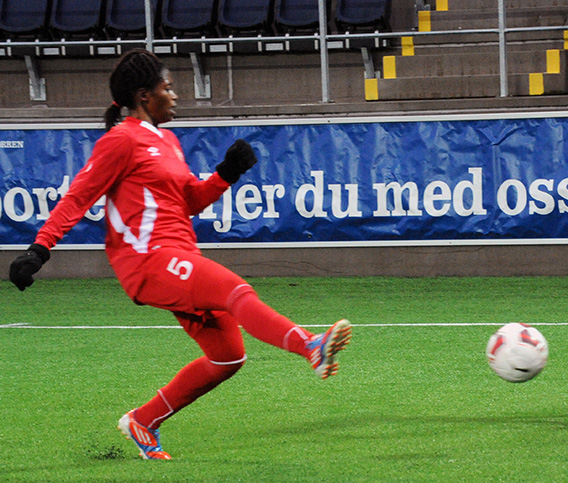
Claudine Meffometou con la maglia dello agli ottavi di finale di UEFA Women's Champions League 2014-2015.

Claudine Meffometou ha giocato con il club serbo Spartak Subotica dal 2012 al 2014 vincendo due campionati nazionali, successivamente passa alla squadra russa Zvezda 2005 Perm' dove vince anche questa volta il campionato nazionale.
Dal 2015 si trasferisce in Francia, sottoscrivendo un contratto con l'appena retrocesso Arras per giocare in Division 2 Féminine, il secondo livello del campionato francese femminile di calcio. Alla sua prima stagione sfiora la promozione in Division 1 Féminine terminando il campionato in seconda posizione a 6 punti dal Metz, contribuendo con 9 reti siglate su 18 presenze, seconda marcatrice della squadra dietro la senegalese Mamy Ndiaye (14). Nella successiva la squadra si dimostra nuovamente in grado di lottare per la promozione ma al termine del campionato con 44 punti deve accontentarsi della terza piazza, 5 dietro al La Roche-sur-Yon e a 9 dalla neopromossa Lilla. chiude il campionato con 15 presenze e una rete segnata, al quale si aggiunge un'unica presenza in Coppa di Francia.
Durante il calciomercato estivo 2016 si trasferisce al Guingamp, passando di categoria e giocando in Division 1 per la prima volta in carriera.

### Nazionale
Claudine Meffometou gioca nell'edizione 2012 della Coppa delle nazioni africane femminile, in cui la nazionale arriva al terzo posto, grazie alla vittoria per 1-0 sulla Nigeria nella finale per il terzo posto.
Successivamente viene convocata dalla Federazione calcistica del Camerun per rappresentare la nazione vestendo la maglia della nazionale femminile ai Giochi della XXX Olimpiade nel 2012. La squadra inserita nel Gruppo E non riesce comunque a superare la prima fase del Torneo.
Viene inserita nella rosa della Nazionale in partenza per il Campionato mondiale femminile di calcio 2015 che si gioca in Canada. In questa edizione dopo aver superato il girone eliminatorio con sei punti; frutto di due vittorie e una sconfitta, viene eliminata agli ottavi di finale dalla Nazionale di calcio femminile della Cina con il risultato di 1 a 0 a favore delle asiatiche.
Nel 2016 partecipa alla Coppa delle nazioni africane femminile in cui la sua nazionale era qualificata di diritto essendone l'organizzatrice. Il Camerun arriverà fino in finale dove però viene sconfitta dalla nazionale Nigeriana per 1 a 0.
La sua ultima presenza in nazionale risulta alla finale di play-off del gruppo A delle qualificazioni al Mondiale di Australia e Nuova Zelanda 2023, dove è il Portogallo, vincendo l'incontro per 2-1, ad accedere per la prima volta nella sua storia alla fase finale del torneo FIFA.

## Palmarès
- Campionato russo: 1

Zvezda 2005 Perm': 2014
- Campionato serbo: 2

Spartak Subotica: 2012-2013, 2013-2014